# Arnouville-lès-Mantes
Arnouville-lès-Mantes è un comune francese di 850 abitanti situato nel dipartimento degli Yvelines nella regione dell'Île-de-France.

## Società

### Evoluzione demografica
Abitanti censiti